# V (2009年のテレビドラマ)のエピソード一覧
『V』は、1983年の同名のミニシリーズをスコット・ピータースがリ・イマジニングしたアメリカ合衆国のテレビドラマであり、本項目はそのエピソードの一覧である。2009年から2011年にわたってABCで計2シーズンが放送された。

## シリーズ概要
| シリーズ | シリーズ | 話数 | 放送日         | 放送日         | DVD及びBlu-ray発売日 | DVD及びBlu-ray発売日 | DVD及びBlu-ray発売日 |
| シリーズ | シリーズ | 話数 | シーズン初回   | シーズン最終回 | リージョン1          | リージョン2          | リージョン4          |
| -------- | -------- | ---- | -------------- | -------------- | -------------------- | -------------------- | -------------------- |
|          | 1        | 12   | 2009年11月03日 | 2010年05月18日 | 2010年11月02日       | 2010年11月08日       | 2010年11月10日       |
|          | 2        | 10   | 2011年01月04日 | 2011年03月15日 | 2011年10月18日       | 2011年10月24日       | 2011年10月26日       |

## エピソード一覧

### 第1シーズン（2009年 - 2010年）
リ・イマジニング版の『V』の第1シーズンは計12話構成であり、2009年11月3日の午後8時（ET）にABCで初回が放送された。2009年11月中に4話までが放送され、残りの8話は2010年3月30日より放送時間を午後10時（ET）に変更して放送された。2010年3月23日には1話から4話までをまとめた特別クリップ番組『The Arrival』が放送された。最初の4話までは平均975万人、最終回は平均572万人の視聴者を獲得した。
| No. | #  | タイトル                             | 監督                           | 脚本                                                                         | 放送日         | プロダクション コード | 合衆国視聴者数 （百万人） |
| --- | -- | ------------------------------------ | ------------------------------ | ---------------------------------------------------------------------------- | -------------- | --------------------- | ------------------------- |
| 1   | 1  | "来訪者" "Pilot"                     | イヴ・シモノー                 | 原案： ケネス・ジョンソン & スコット・ピータース 脚本： スコット・ピータース | 2009年11月03日 | 276049                | 14.30                     |
| 2   | 2  | "疑惑" "There Is No Normal Anymore"  | イヴ・シモノー                 | スコット・ピータース & サム・イーガン                                        | 2009年11月10日 | 3X5401                | 10.70                     |
| 3   | 3  | "第五部隊" "A Bright New Day"        | フレデリック・E・O・トーイ     | ディエゴ・グティエレス & クリスティーン・ルーム                              | 2009年11月17日 | 3X5402                | 9.32                      |
| 4   | 4  | "月の裏側" "It's Only the Beginning" | イヴ・シモノー                 | キャメロン・リトヴァック & アンジェラ・ルッソ                                | 2009年11月24日 | 3X5403                | 9.20                      |
| 5   | 5  | "治療薬" "Welcome to the War"        | イヴ・シモノー                 | スコット・ローゼンバウム                                                     | 2010年03月30日 | 3X5404                | 7.03                      |
| 6   | 6  | "潜入" "Pound of Flesh"              | ディーン・ホワイト             | チャールズ・マーレイ & ナタリー・チャイデス                                  | 2010年04月06日 | 3X5405                | 5.79                      |
| 7   | 7  | "犠牲者" "John May"                  | ジョナサン・フレイクス         | グレッグ・ハーウィッツ                                                       | 2010年04月13日 | 3X5406                | [ 17 ]                    |
| 8   | 8  | "救世主" "We Can't Win"              | デヴィッド・バレット           | クリスティーン・ルーム & キャメロン・リトヴァック                            | 2010年04月20日 | 3X5407                | 5.81                      |
| 9   | 9  | "兵士" "Heretic's Fork"              | フレデリック・E・O・トーイ     | ジョン・ワース & アンジェラ・ルッソ                                          | 2010年04月27日 | 3X5408                | 4.87                      |
| 10  | 10 | "人間性" "Hearts and Minds"          | ボビー・ロス                   | グレッグ・ハーウィッツ                                                       | 2010年05月04日 | 3X5409                | 5.37                      |
| 11  | 11 | "容疑者" "Fruition"                  | ブライアン・スパイサー         | ジョン・ワース & ナタリー・チャイデス                                        | 2010年05月11日 | 3X5410                | 5.69                      |
| 12  | 12 | "開戦" "Red Sky"                     | ロバート・ダンカン・マクニール | スコット・ローゼンバウム & グレッグ・ハーウィッツ                            | 2010年05月18日 | 3X5411                | 5.86                      |

### 第2シーズン（2011年）
ABCは2011年1月4日火曜の午後9時（ET）より第2シーズンを開始することを発表した。第2シーズンは2話減って計10話の予定となった。カイル・ホッブス役のチャールズ・メジャーは第2シーズンよりレギュラーキャストに昇格した。ジェーン・バドラーはアナの母親でビジターの先代リーダーであるダイアナ役として複数回出演する。バドラーはオリジナルシリーズでも同じくダイアナという名前で悪役を務めていたが、今作では役どころが異なっている。オリジナルシリーズで主人公のマイク・ドノバンを演じていたマーク・シンガーは最終回でラーズ・トレモント役を務めている。
| No. | #  | タイトル                             | 監督                   | 脚本                                              | 放送日         | プロダクション コード | 合衆国視聴者数 （百万人） |
| --- | -- | ------------------------------------ | ---------------------- | ------------------------------------------------- | -------------- | --------------------- | ------------------------- |
| 13  | 1  | "赤い雨" "Red Rain"                  | ブライアン・スパイサー | スコット・ローゼンバウム & グレッグ・ハーウィッツ | 2011年01月04日 | 3X6201                | 6.59                      |
| 14  | 2  | "母" "Serpent's Tooth"               | スティーヴ・シル       | グレッグ・ハーウィッツ                            | 2011年01月11日 | 3X6202                | 5.77                      |
| 15  | 3  | "女王学" "Laid Bare"                 | デヴィッド・バレット   | グウェンドリン・M・パーカー                       | 2011年01月18日 | 3X6203                | 5.70                      |
| 16  | 4  | "魂" "Unholy Alliance"               | ディーン・ホワイト     | ロックニ・S・オバノン                             | 2011年02月01日 | 3X6204                | 5.29                      |
| 17  | 5  | "裏切り" "Concordia"                 | ジェシー・ウォーン     | デヴィッド・ランボ                                | 2011年02月08日 | 3X6205                | 5.40                      |
| 18  | 6  | "家族" "Siege"                       | ジョン・ベーリング     | ディーン・ウィデンマン                            | 2011年02月15日 | 3X6206                | 5.43                      |
| 19  | 7  | "遺伝子" "Birth Pangs"               | デヴィッド・バレット   | キャスリン・ハンフリス                            | 2011年02月22日 | 3X6207                | 5.14                      |
| 20  | 8  | "感染" "Uneasy Lies the Head"        | ジェフ・ウールノー     | キャメロン・リトヴァック & グレッグ・ハーウィッツ | 2011年03月01日 | 3X6208                | 5.04                      |
| 21  | 9  | "最先端技術" "Devil in a Blue Dress" | ラルフ・ヘメッカー     | ハンス・トビーソン                                | 2011年03月08日 | 3X6209                | 4.98                      |
| 22  | 10 | "最後の希望" "Mother's Day"          | ブライアン・スパイサー | スコット・ローゼンバウム & グレッグ・ハーウィッツ | 2011年03月15日 | 3X6210                | 5.51                      |